# Langenthal (Hunsrück)
Langenthal ist eine Ortsgemeinde im Landkreis Bad Kreuznach in Rheinland-Pfalz. Sie gehört der Verbandsgemeinde Nahe-Glan an.

## Geographie
Der Ort liegt im Hoxbach- und Gaulsbachtal, einem Seitental der Nahe. Im Nordwesten befindet sich Seesbach, im Nordosten das verlassene Pferdsfeld, im Osten Auen und südlich liegt Monzingen.

## Geschichte
Langenthal wurde im Jahr 1322 erstmals urkundlich erwähnt.
Statistik zur Einwohnerentwicklung
Die Entwicklung der Einwohnerzahl von Langenthal, die Werte von 1871 bis 1987 beruhen auf Volkszählungen:
| Jahr | Einwohner |
| 1815 | 97        |
| 1835 | 167       |
| 1871 | 185       |
| 1905 | 151       |
| 1939 | 121       |
| 1950 | 127       |

| Jahr | Einwohner |
| 1961 | 123       |
| 1970 | 125       |
| 1987 | 116       |
| 2005 | 101       |
| 2022 | 85        |

## Politik

### Bürgermeister
Thorsten Spreier wurde 2024 Ortsbürgermeister von Langenthal.
Sein Vorgänger war Diethelm Stallmann. Da sich für die Kommunalwahl am 26. Mai 2019 kein Kandidat fand, erklärte er sich nachfolgend bereit, noch eine weitere Wahlperiode das Amt auszuüben und wurde vom Gemeinderat bestätigt.

### Wappen
| Wappen von Langenthal | Blasonierung: „Im Schild in Rot ein silberner Wellenschrägbalken, begleitet vorne von einem silbernen sechsspeichigen Rad, hinten von einer silbernen Kapelle.“                                         |
| Wappen von Langenthal | Wappenbegründung: Der Wellenbalken symbolisiert Hoxbach- und Gaulsbach. Die Kapelle verweist auf die Dorfkirche aus dem 15. Jahrhundert. Das Mainzer Rad wurde aus dem Wappen von Monzingen übernommen. |

## Wirtschaft und Infrastruktur
Im Süden verläuft die Bundesstraße 41. In Monzingen ist ein Bahnhof der Bahnstrecke Bingen–Saarbrücken. Es gibt eine Busverbindung von und nach Bad Sobernheim.